# 中川与之助
中川 与之助（なかがわ よのすけ、1894年7月30日 - 1968年8月1日）は、日本の経済学者、元京都帝国大学教授。文学博士。ナチス研究により戦後公職追放された。川田順の「老いらくの恋」騒動の当事者の一人。

## 来歴
富山県上新川郡熊野村江本（現：富山市江本）の農家、中川滋次郎・チイ夫妻の次男に生まれる。苦学して特待生で東京高等師範学校に入学、卒業後、奈良県郡山中学校（現・奈良県立郡山高等学校）で教師をしたあと、1924年に京都帝国大学経済学部卒業、大学院に進み、30歳の時に下宿先の娘鈴鹿俊子（17歳）と結婚、一男二女を儲ける。
1928年に大学院を中退して京大講師となり、1930年助教授、1931年から1933年まで文部省の辞令によりドイツ留学、1943年教授。ナチスの政策を研究。戦後1946年米国の占領政策により公職追放となり京大を辞職。
1948年、妻俊子と中川の知人でもある歌人川田順と不倫関係を知り、同年8月に離婚。同年11月末に川田が家出自殺騒動を起こしたことで俊子と川田の恋愛が公になり、川田が俊子の27歳上、中川の12歳上の60代半ばだったことから、12月4日に朝日新聞東京版が川田から編集局長に送られていた長詩の一部を使って「老いらくの恋は怖れず」の見出しで報道、一斉に各紙誌も報じ、以降「老いらくの恋」は流行語になった（当時産経新聞記者だった司馬遼太郎は、自身が川田の歌から「老いらくの恋」の語句を見つけて記事に使ったら流行語になったと後年「自伝的断章集成」で書いているが、これは司馬の記憶違いである）。騒動後、俊子、川田が手記を発表、中川も取材に答え、1949年3月には『苦悩する魂の記』を出版した。俊子と川田は同年3月に再婚し京都を去った。
中川は1951年に公職追放が解かれたものの、すでに京都大学に空きポストはなく、1952年島根大学教授となる。兵庫県竹野町に診療所を持つ女医と再婚したがうまくいかず、京都に戻り、甲南大学教授、経済学部長となる。1956年12月30日朝脳溢血で倒れ、車椅子での生活となり、女医と離婚。住み込みのお手伝いとして23歳の増田冬子が派遣され、温泉療養の目的もあり引っ越した城崎で、冬子は毎日温泉に連れて行き、長時間にわたってマッサージを施すなど、献身的な介護を続けた。呂律ははっきりしなかったものの、晩年は近所の人々に囲まれて自宅の軒先で談話をするのが日常であった。長年支えてくれた冬子と三度目の結婚をしたが、1968年7月31日深夜、豊岡市気比の自宅で死去。自宅近くの観正寺にある墓は、与之助の人柄に惹かれた地元の有力者が「これからもずっとこの地にとどまってほしい」と無償で提供した。
妻俊子の不倫騒動をもとに、志賀直哉は戯曲『秋風』、辻井喬は『虹の岬』を執筆した。

## 家族
- 父・中川滋次郎 - 農業
- 妻・鈴鹿俊子 - 1949年に離婚後、川田順と藤沢で暮らす。
  - 長女・真生子（1926年生） - 両親の離婚前に、父親の京大の教え子で住友電工社員の四方源一郎と結婚。四方は取締役人事部長だった54歳のときに癌で亡くなった。[4][5]
  - 長男・尚之（1935年生） - 高校在学中の1950年より母と同居。慶応大学卒業後、民放を経て財閥系メーカー勤務。[6][4]
  - 次女・真那女（1940年生） - 小学校卒業後母と同居。慶大文学部英文科卒業後、住友商事に入り、吉田宏（のち家業の鉄道機器社長）と社内結婚。[6][7]
- 妻 - 兵庫県竹野町の開業医
- 妻・冬子（1928年生） - 前妻の女医が別居した中川の世話係として3年契約で地元から派遣した付添婦。前妻離婚後も中川の介護を続け、中川最晩年に周囲の膳立てで家族の同意を得て入籍した。兵庫県竹野町で生まれ、中学卒業後、京都などで住み込みのお手伝いとして働き、1953年より中川のお手伝いとなって15年ほど介護をし、中川の没後は城之崎の旅館で働いた。[8]

## 著書
- 『財政現象の研究』日本評論社 1930
- 『ナチス社会政策の研究』有斐閣 1939
- 『ナチス社会建設の原理』冨山房(新経済体制叢書) 1941
- 『ナチス労働政策の研究』有斐閣 1942
- 『ナチス社会の基本構造の研究』山口書店 1944
- 『女性宣言』関書院 1948
- 『苦悩する魂の記』出口書店 1949
- 『財政学通論』法律文化社 1953